# Coelogyne prasina
Coelogyne prasina é uma espécie de orquídea epífita, família Orchidaceae, originária da Malásia.